# Dazaifu (Amt)

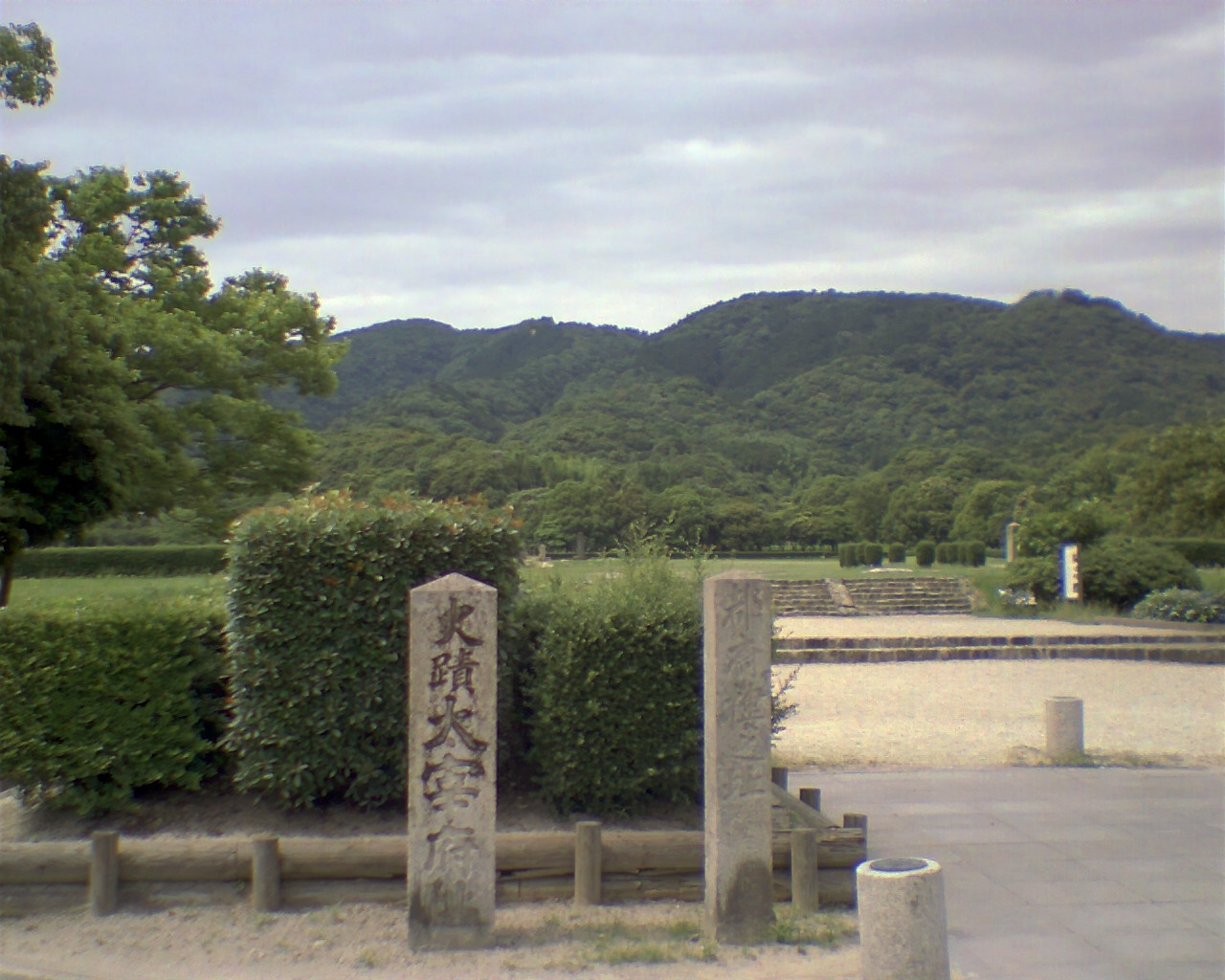
Denkmalstein zum Dazai-fu in der gleichnamigen Stadt

Der Dazai-fu (japanisch 太宰府) war eine militärische Sonderverwaltungszone bzw. Generalgouvernement an der invasionsgefährdeten Nordküste Kyūshūs (damals Tsukushi) des japanischen Altertums. Er umfasste hauptsächlich die Provinz Chikuzen. Hauptort war der strategisch wichtige Hafen Hakata, heute Teil von Fukuoka.
Nach dem Wamyōshō war die japanische Bezeichnung auch ohomikotomochi no tsukasa (modern: ōmikotomochi no tsukasa).

## Geschichte 673 bis etwa 1100
Der Dazai-fu wurde als direkte Folge der Niederlage in der Schlacht von Hakusukinoe 663 (auch: Schlacht am Paekchon-Fluss; heute: Geumgang) eingerichtet. Zusätzlich zu den üblichen Aufgaben von Provinzgouverneuren hatte der Generalgouverneur (大宰帥, Dazai no sotsu/sochi bzw. ohomikotomochi no kami) noch zusätzliche militärische Aufgaben, wie Festungsbau und -bemannung. Administrativ unterstand der Generalgouverneur – im Rahmen der zentralistischen Ritsuryō-Verwaltung – dem Settsu-shiki (ab 793 Settsu no kuni no tsukasa, „Gouverneur der Provinz Settsu“), das auch den Hafen von Naniwa (heute: Ōsaka) kontrollierte. Im frühen 10. Jahrhundert war der Posten, falls nicht vakant, von Prinzen des kaiserlichen Hauses besetzt, die jedoch die Hauptstadt selten verließen. Die eigentliche Verwaltung besorgte dann ein außerordentlicher Generalgouverneur (大宰権帥, Dazai no gon no sotsu/sochi), der sich in dieser Stellung häufig persönlich bereichern konnte. Die Gouverneure der umliegenden Provinzen waren ihm nachgeordnet. 
Der eigentliche Verwaltungssitz befand sich 13 km inland vom Hafen. Gesichert war das Hauptquartier durch die Talsperre Mizuki (水城) und zwei nahegelegenen Festungen – Ōno-jō (大野城) und Kii-jō (基肄城) –, die nach koreanischen Vorbildern errichtet worden waren. Diese befanden sich auf den etwa 400 m hohen Anhöhen Ōnoyama (= Shiōjisan) und Kiyama.

### Botschaften und Handel
Vor etwa 800 war der Schiffbau noch nicht so weit entwickelt, dass direkte Fahrten zum chinesischen Festland möglich waren. Reisen führten über die ca. 150 km entfernte Insel Tsushima zur Koreanischen Halbinsel. Während der Nara-Zeit waren Japanern Auslandsreisen praktisch verboten. Ausnahmen bildeten lediglich die wenigen Botschaften an den chinesischen Tang-Hof, nach Silla und Balhae, einem Königreich in der heutigen Mandschurei. Die wenigen ankommenden Ausländer wurden bis 780 in einem regierungseigenen Gästehaus (Kōrokan) etwa 10 km westlich von Hakata, von der einheimischen Bevölkerung isoliert, untergebracht. Über Ankunft und Abreise wurde ein Register geführt, das regelmäßig in die Hauptstadt gesandt wurde. Mit dem Nachlassen der zentralen Gewalt und dem stärker aufkommenden privaten Handel in der frühen Heian-Zeit ließ die strenge Kontrolle nach.
Private Händler, zunächst aus Korea, dann auch China, begannen ab dem frühen 9. Jahrhundert häufiger einzutreffen. Der Hof sicherte sich ein Vorkaufsrecht auf Luxusgüter. Für den Verkauf anderer Waren wurden Preise vorgeschrieben, der Handel selbst wurde strikt kontrolliert. Später wurden spezielle Außenhandelskommissionäre (karamono no tsukai) für diese Aufgabe benannt. Um den privaten Handel einzuschränken, wurde 911 das nenki-System vorgeschrieben, das es fremden Händlern untersagte, öfter als im zweijährigen Rhythmus Güter anzulanden. Diese Beschränkungen eröffneten den Verwaltungsbeamten vielfältige Möglichkeiten zu korrupten Praktiken, die besonders für spätere Zeiten ausführlich belegt sind.

### Militärisches
Bereits das Nihon Ryōiki berichtet von Abordnung von erfahrenen Grenzsoldaten (sakimori), die besonders aus den Provinzen des Kantō stammten. Diese hatten in der Regel durch die im 8. Jahrhundert üblichen Kämpfen mit den Emishi die nötige militärische Erfahrung. Sie bemannten Wachstationen entlang der Küste und auf den vorgelagerten Inseln Iki und Tsushima. Um die hohen Kosten für Verpflegung und Unterkunft zu senken, wurden, erstmals ab 757, endgültig ab 795 bzw. 804 nur noch Wehrpflichtige aus naheliegenden Provinzen abgeordnet. 813 wurde die Zahl der Truppen von 17.100 auf 9.000 verringert. Um 900 begann, später als in anderen Landesteilen, der Einsatz von Berufssoldaten (senshi), die sich aus Söhnen des Landadels rekrutierten.
Beginnend mit dem Überfall auf Hakata 869, wurde die Bekämpfung der ab 890 immer häufiger einfallenden, meist koreanischen, Piraten zur Hauptaufgabe der Verteidiger. Diese Bedrohung ließ ab 936 deutlich nach.
Etwa 800 Schiffe des Aufständischen Fujiwara no Sumitomo wurden 941 in einer Seeschlacht in der Bucht von Hakata vernichtet.
1019 kam es zu einem Überfall durch eine Flotte von Jurchen (Toi), einem mandschurischen Stamm.

## Geschichte nach 1100
Die Behörde entwickelte sich im Laufe der Zeit zu einer Art „Generalgouvernement von Tsukushi“. Ab der Kamakura-Zeit wurde es von einem Militärgouverneur (Kyūshū-tandai) verwaltet. Diese Stellung wurde, erstmals 1275, während des Kamakura-Shogunats immer von einem Angehörigen des Hōjō-Klans ausgeübt. Auch nach Rückschlagung des Mongoleneinfalls (1281) wurde der Titel in der Muromachi-Zeit beibehalten. Nach der Absetzung des – später rehabilitierten – Imagawa Sadako (= Ryōshun) 1395, wurde die Stellung innerhalb der Shibukawa erblich.
Faktisch wurde, seit der Kamakura-Zeit, die Verwaltung jedoch vom Shōni ausgeübt. Mit dem Untergang dieses Geschlechts verlor das Amt seine Funktion.
Der Hafen Hakata war, als lange Zeit wichtigstes Einfallstor für Reisende und Handel, die reichste Stadt Westjapans, und hatte um 1420 geschätzte 10.000 Wohnhäuser.
1953 wurde der Fundplatz zur Besonderen historischen Stätte (tokubetsu shiseki) ernannt.